# Холм-Жирковский район
Холм-Жирковский район — административно-территориальная единица (район) и муниципальное образование (муниципальный район) в северной части Смоленской области России.
Административный центр — посёлок городского типа Холм-Жирковский.

## География
Граничит с Духовщинским, Ярцевским, Вяземским, Сафоновским и Новодугинским районами и Тверской областью.
Площадь района составляет 203340 га или 2,033 тыс. км². Рельеф района равнинный. Почвы — дерново-подзолистые.
Основные реки — Днепр, Вязьма, Соля, Немощенка. Общая протяжённость рек — 250 км.

## История
Территория современного района до 1929 года находилась в составе Бельского уезда — административной единицы в составе Рижской губернии, Смоленского наместничества и Смоленской губернии, существовавшей в 1708—1929 годах.
Холмовская волость была создана в 1861 году для управления крестьянами. В её состав входили 20 сельских обществ. Волость существовала до 1929 года, когда был организован Холм-Жирковский район, образованный при расформировании Бельского уезда Смоленской губернии и вошедший в состав вновь созданной Западной области. В 1937 году район вошел в состав Смоленской области.
В июле 1918 года на территории Холмовской и Покровской волостей Бельского уезда произошло Покровско-Холмовское крестьянское восстание.
В октябре 1941 года началась оккупация района, длившаяся 14 месяцев. 15 марта 1943 года район был освобожден советскими войсками в ходе Ржевско-Вяземской стратегической наступательной операции.
5 марта 1960 года к Холм-Жирковскому району была присоединена часть территории упразднённого Батуринского района.
В 1961 году в состав Холм-Жирковского района вошла часть территории упраздненного Днепровского района Смоленской области. В 1963 году присоединён к Сафоновскому району. Восстановлен в 1965 году.

### Название района
Официальное название Холм-Жирковский появилось в 1929 году в связи с наличием двух одноимённых районных центров (впоследствии Холм-Жирковский и Холм-Подольский)
Традиция связывает название «Жирковский» с фамилией помещика Жиркова, по преданию владевшего когда-то этой местностью.

## Население
| 2002   | 2009    | 2010    | 2011    | 2012    | 2013    | 2014  | 2015  | 2016  |
| ------ | ------- | ------- | ------- | ------- | ------- | ----- | ----- | ----- |
| 12 815 | ↘11 117 | ↘10 911 | ↘10 660 | ↘10 369 | ↘10 119 | ↘9883 | ↘9754 | ↘9642 |
| 2017   | 2018    | 2019    | 2020    | 2021    | 2024    |       |       |       |
| ↘9536  | ↘9374   | ↘9110   | ↘8966   | ↘8268   | ↘7716   |       |       |       |

Численность населения (тыс. чел.): 1979 — 18,3, 1989 — 16,0, 1992 — 15,1, 1998 — 13, 2009 — 11,2, 2017 — 9,5,  2024 — 7.7.

### Урбанизация
В городских условиях (пгт Холм-Жирковский) проживают 38,96 % населения района.

### Национальный состав
По итогам переписи населения 2020 года проживали следующие национальности (национальности менее 0,1 % и другое, см. в сноске к строке «Другие»):
| Национальность | Численность, чел. | Доля     |
| -------------- | ----------------- | -------- |
| Русские        | 7772              | 94,00 %  |
| Украинцы       | 86                | 1,04 %   |
| Армяне         | 76                | 0,92 %   |
| Узбеки         | 43                | 0,52 %   |
| Молдаване      | 35                | 0,42 %   |
| Белорусы       | 35                | 0,42 %   |
| Таджики        | 17                | 0,21 %   |
| Татары         | 11                | 0,13 %   |
| Гагаузы        | 10                | 0,12 %   |
| Другие         | 183               | 2,22 %   |
| Итого          | 8268              | 100,00 % |

## Муниципально-территориальное устройство
В муниципальный район входят 6 муниципальных образований, в том числе 1 городское поселение и 5 сельских поселений
| № | Муниципальное образование           | Административный центр     | Количество населённых пунктов | Население (чел.) | Площадь (км²) |
| - | ----------------------------------- | -------------------------- | ----------------------------- | ---------------- | ------------- |
| 1 | Холм-Жирковское городское поселение | пгт Холм-Жирковский        | 22                            | ↘3068            |               |
| 2 | Агибаловское сельское поселение     | деревня Агибалово          | 45                            | ↘699             |               |
| 3 | Богдановское сельское поселение     | село Боголюбово            | 38                            | ↘929             |               |
| 4 | Игоревское сельское поселение       | станция Игоревская         | 2                             | ↗1749            |               |
| 5 | Лехминское сельское поселение       | деревня Лехмино            | 55                            | ↘892             |               |
| 6 | Тупиковское сельское поселение      | станция Владимирский Тупик | 16                            | ↘763             |               |

Первоначально Законом Смоленской области от 28 декабря 2004 года было создано 15 муниципальных образований, в том числе 1 городское и 14 сельских поселений. Законом Смоленской области от 20 декабря 2018 года, к 1 января 2019 года были упразднены 9 сельских поселений: Пигулинское и Стешинское (включены в Агибаловское сельское поселение); Батуринское и Томское (включены в Богдановское сельское поселение); Болышевское, Канютинское и Нахимовское (включены в Лехминское сельское поселение); Никитинское и Печатниковское (включены в Тупиковское сельское поселение).
| Муниципальное образование 2005—2018 гг. | Население (чел.) | Площадь (км²) | Административный центр     |
| --------------------------------------- | ---------------- | ------------- | -------------------------- |
| Холм-Жирковское городское поселение     | 4 257            | 14,39         | пгт Холм-Жирковский        |
| Агибаловское сельское поселение         | 405              | 83,65         | деревня Агибалово          |
| Батуринское сельское поселение          | 364              | 482,50        | село Батурино              |
| Богдановское сельское поселение         | 1 013            | 169,56        | село Боголюбово            |
| Болышевское сельское поселение          | 300              | 84,56         | деревня Болышево           |
| Игоревское сельское поселение           | 2 380            | 4,83          | станция Игоревская         |
| Канютинское сельское поселение          | 425              | 104,24        | станция Канютино           |
| Лехминское сельское поселение           | 309              | 69,60         | деревня Лехмино            |
| Нахимовское сельское поселение          | 492              | 74,32         | село Нахимовское           |
| Никитинское сельское поселение          | 372              | 8,00          | станция Никитинка          |
| Печатниковское сельское поселение       | 371              | 74,32         | деревня Печатники          |
| Пигулинское сельское поселение          | 391              | 11,80         | деревня Пигулино           |
| Стешинское сельское поселение           | 379              | 76,50         | деревня Стешино            |
| Томское сельское поселение              | 375              | 350,00        | деревня Верховье           |
| Тупиковское сельское поселение          | 860              | 150,00        | станция Владимирский Тупик |

## Населённые пункты
В Холм-Жирковском районе 178 населённых пунктов, в том числе посёлок городского типа и 177 сельских населённых пунктов.
| №   | Населённый пункт   | Тип     | Население | Муниципальное образование           |
| --- | ------------------ | ------- | --------- | ----------------------------------- |
| 1   | Холм-Жирковский    | пгт     | ↘3006     | Холм-Жирковское городское поселение |
| 2   | Агибалово          | деревня | 292       | Агибаловское сельское поселение     |
| 3   | Аладьино           | деревня | 20        | Холм-Жирковское городское поселение |
| 4   | Александровка      | деревня | 1         | Тупиковское сельское поселение      |
| 5   | Алфёрково          | деревня | 3         | Лехминское сельское поселение       |
| 6   | Альшаница          | деревня | 0         | Лехминское сельское поселение       |
| 7   | Андреевка          | деревня | 0         | Богдановское сельское поселение     |
| 8   | Артемово           | деревня | 1         | Лехминское сельское поселение       |
| 9   | Бартенево          | деревня | 1         | Холм-Жирковское городское поселение |
| 10  | Батурино           | деревня | 16        | Богдановское сельское поселение     |
| 11  | Батурино           | село    | 200       | Богдановское сельское поселение     |
| 12  | Белоусово          | деревня | 5         | Лехминское сельское поселение       |
| 13  | Бесково            | деревня | 0         | Тупиковское сельское поселение      |
| 14  | Бизюково           | деревня | 18        | Агибаловское сельское поселение     |
| 15  | Битягово           | деревня | 2         | Лехминское сельское поселение       |
| 16  | Богдаши            | деревня | 2         | Холм-Жирковское городское поселение |
| 17  | Боголюбово         | село    | 717       | Богдановское сельское поселение     |
| 18  | Божонка            | деревня | 8         | Богдановское сельское поселение     |
| 19  | Болышево           | деревня | 203       | Лехминское сельское поселение       |
| 20  | Большанск          | деревня | 2         | Холм-Жирковское городское поселение |
| 21  | Большое Азарово    | деревня | 10        | Агибаловское сельское поселение     |
| 22  | Борисово           | деревня | 4         | Агибаловское сельское поселение     |
| 23  | Борялово           | деревня | 2         | Агибаловское сельское поселение     |
| 24  | Бровкино           | деревня | 2         | Лехминское сельское поселение       |
| 25  | Буково             | деревня | 0         | Тупиковское сельское поселение      |
| 26  | Быково             | деревня | 1         | Богдановское сельское поселение     |
| 27  | Василево           | деревня | 0         | Холм-Жирковское городское поселение |
| 28  | Васино             | деревня | 17        | Агибаловское сельское поселение     |
| 29  | Веретенино         | деревня | 2         | Холм-Жирковское городское поселение |
| 30  | Верховье           | деревня | 187       | Богдановское сельское поселение     |
| 31  | Владимирский Тупик | станция | 510       | Тупиковское сельское поселение      |
| 32  | Владимирское       | деревня | 64        | Тупиковское сельское поселение      |
| 33  | Вырбово            | деревня | 0         | Лехминское сельское поселение       |
| 34  | Высокое            | деревня | 6         | Богдановское сельское поселение     |
| 35  | Гаврилково         | деревня | 11        | Агибаловское сельское поселение     |
| 36  | Гаврилово          | деревня | 0         | Лехминское сельское поселение       |
| 37  | Герасимово         | деревня | 19        | Лехминское сельское поселение       |
| 38  | Глушково           | деревня | 9         | Лехминское сельское поселение       |
| 39  | Городня            | деревня | 12        | Агибаловское сельское поселение     |
| 40  | Горюны             | деревня | 6         | Богдановское сельское поселение     |
| 41  | Григорьево         | деревня | 55        | Богдановское сельское поселение     |
| 42  | Григорьево         | деревня | 0         | Лехминское сельское поселение       |
| 43  | Гридино            | деревня | 28        | Агибаловское сельское поселение     |
| 44  | Гришково           | деревня | 5         | Лехминское сельское поселение       |
| 45  | Губино             | деревня | 0         | Лехминское сельское поселение       |
| 46  | Гульнево           | деревня | 0         | Богдановское сельское поселение     |
| 47  | Данильево          | деревня | 6         | Лехминское сельское поселение       |
| 48  | Дентялово          | деревня | 2         | Богдановское сельское поселение     |
| 49  | Дороватка          | деревня | 0         | Лехминское сельское поселение       |
| 50  | Екимово            | деревня | 3         | Тупиковское сельское поселение      |
| 51  | Ерютино            | деревня | 5         | Агибаловское сельское поселение     |
| 52  | Задейка            | деревня | 0         | Агибаловское сельское поселение     |
| 53  | Зубово             | деревня | 15        | Богдановское сельское поселение     |
| 54  | Зубово             | деревня | 0         | Лехминское сельское поселение       |
| 55  | Иванково           | деревня | 2         | Агибаловское сельское поселение     |
| 56  | Ивашково           | деревня | 9         | Лехминское сельское поселение       |
| 57  | Игоревская         | станция | 1961      | Игоревское сельское поселение       |
| 58  | Ильино             | деревня | 21        | Лехминское сельское поселение       |
| 59  | Исаково            | деревня | 16        | Богдановское сельское поселение     |
| 60  | Казариново         | деревня | 31        | Холм-Жирковское городское поселение |
| 61  | Казилово           | деревня | 6         | Холм-Жирковское городское поселение |
| 62  | Каменец            | деревня | 56        | Лехминское сельское поселение       |
| 63  | Канютино           | деревня | 76        | Лехминское сельское поселение       |
| 64  | Канютино           | станция | 359       | Лехминское сельское поселение       |
| 65  | Караваево          | деревня | 4         | Тупиковское сельское поселение      |
| 66  | Кашино             | деревня | 3         | Лехминское сельское поселение       |
| 67  | Киселево           | деревня | 1         | Богдановское сельское поселение     |
| 68  | Клемятино          | деревня | 2         | Лехминское сельское поселение       |
| 69  | Клешнино           | деревня | 0         | Богдановское сельское поселение     |
| 70  | Княжино            | деревня | 10        | Агибаловское сельское поселение     |
| 71  | Комягино           | деревня | 5         | Богдановское сельское поселение     |
| 72  | Комягино           | посёлок | 0         | Богдановское сельское поселение     |
| 73  | Конное             | деревня | 1         | Богдановское сельское поселение     |
| 74  | Корытня            | деревня | 22        | Богдановское сельское поселение     |
| 75  | Костино            | деревня | 0         | Лехминское сельское поселение       |
| 76  | Кошкино            | деревня | 6         | Холм-Жирковское городское поселение |
| 77  | Крекшино           | деревня | 0         | Лехминское сельское поселение       |
| 78  | Крюково            | деревня | 22        | Агибаловское сельское поселение     |
| 79  | Кузнечики          | деревня | 0         | Холм-Жирковское городское поселение |
| 80  | Кукуево            | деревня | 0         | Лехминское сельское поселение       |
| 81  | Кучино             | деревня | 5         | Лехминское сельское поселение       |
| 82  | Левково            | посёлок | 4         | Игоревское сельское поселение       |
| 83  | Ленино             | деревня | 29        | Лехминское сельское поселение       |
| 84  | Леоново            | деревня | 2         | Лехминское сельское поселение       |
| 85  | Лехмино            | деревня | 165       | Лехминское сельское поселение       |
| 86  | Литемницы          | деревня | 16        | Богдановское сельское поселение     |
| 87  | Лука               | деревня | 2         | Агибаловское сельское поселение     |
| 88  | Луковщина          | деревня | 0         | Лехминское сельское поселение       |
| 89  | Малая Чернея       | деревня | 0         | Тупиковское сельское поселение      |
| 90  | Малое Азарово      | деревня | 4         | Агибаловское сельское поселение     |
| 91  | Малышево           | деревня | 7         | Лехминское сельское поселение       |
| 92  | Мартыново          | деревня | 44        | Богдановское сельское поселение     |
| 93  | Маскино            | деревня | 15        | Агибаловское сельское поселение     |
| 94  | Матренино          | деревня | 0         | Богдановское сельское поселение     |
| 95  | Медведки           | деревня | 1         | Тупиковское сельское поселение      |
| 96  | Медведково         | деревня | 2         | Агибаловское сельское поселение     |
| 97  | Митьково           | деревня | 6         | Агибаловское сельское поселение     |
| 98  | Митюково           | деревня | 7         | Лехминское сельское поселение       |
| 99  | Михеево            | деревня | 7         | Агибаловское сельское поселение     |
| 100 | Мокрищево          | деревня | 0         | Агибаловское сельское поселение     |
| 101 | Мосолово           | деревня | 12        | Агибаловское сельское поселение     |
| 102 | Нахимовское        | село    | 240       | Лехминское сельское поселение       |
| 103 | Некрасово          | деревня | 3         | Холм-Жирковское городское поселение |
| 104 | Нестеровка         | деревня | 3         | Лехминское сельское поселение       |
| 105 | Нестерово          | деревня | 8         | Холм-Жирковское городское поселение |
| 106 | Нивки              | деревня | 1         | Богдановское сельское поселение     |
| 107 | Никитинка          | станция | 331       | Тупиковское сельское поселение      |
| 108 | Никитинка          | деревня | 31        | Тупиковское сельское поселение      |
| 109 | Никифоровка        | деревня | 1         | Агибаловское сельское поселение     |
| 110 | Никола-Немощенка   | деревня | 0         | Лехминское сельское поселение       |
| 111 | Никулино           | деревня | 0         | Лехминское сельское поселение       |
| 112 | Новая              | деревня | 14        | Агибаловское сельское поселение     |
| 113 | Новики             | деревня | 0         | Богдановское сельское поселение     |
| 114 | Ново-Ивановское    | деревня | 20        | Агибаловское сельское поселение     |
| 115 | Облецы             | деревня | 1         | Лехминское сельское поселение       |
| 116 | Ольшанка           | деревня | 0         | Тупиковское сельское поселение      |
| 117 | Орлово             | деревня | 0         | Лехминское сельское поселение       |
| 118 | Осипцево           | деревня | 3         | Тупиковское сельское поселение      |
| 119 | Острожок           | деревня | 10        | Богдановское сельское поселение     |
| 120 | Петраково          | деревня | 19        | Агибаловское сельское поселение     |
| 121 | Петренино          | деревня | 5         | Агибаловское сельское поселение     |
| 122 | Петрово            | деревня | 4         | Лехминское сельское поселение       |
| 123 | Печатники          | деревня | 137       | Тупиковское сельское поселение      |
| 124 | Пигулино           | деревня | 225       | Агибаловское сельское поселение     |
| 125 | Полушино           | деревня | 0         | Лехминское сельское поселение       |
| 126 | Попово             | деревня | 0         | Богдановское сельское поселение     |
| 127 | Потипово           | деревня | 2         | Богдановское сельское поселение     |
| 128 | Пузиково           | деревня | 35        | Лехминское сельское поселение       |
| 129 | Пустошка           | деревня | 0         | Холм-Жирковское городское поселение |
| 130 | Раздобарино        | деревня | 14        | Богдановское сельское поселение     |
| 131 | Редькино           | деревня | 3         | Агибаловское сельское поселение     |
| 132 | Репище             | деревня | 15        | Холм-Жирковское городское поселение |
| 133 | Ржавец             | деревня | 29        | Богдановское сельское поселение     |
| 134 | Родионово          | деревня | 6         | Агибаловское сельское поселение     |
| 135 | Рожино             | деревня | 0         | Лехминское сельское поселение       |
| 136 | Романики           | деревня | 6         | Холм-Жирковское городское поселение |
| 137 | Рудаково           | деревня | 10        | Лехминское сельское поселение       |
| 138 | Рыксино            | деревня | 0         | Лехминское сельское поселение       |
| 139 | Рыкшино            | деревня | 9         | Богдановское сельское поселение     |
| 140 | Рябиково           | деревня | 0         | Лехминское сельское поселение       |
| 141 | Савинское          | деревня | 0         | Агибаловское сельское поселение     |
| 142 | Самыкино           | деревня | 4         | Агибаловское сельское поселение     |
| 143 | Саново             | деревня | 60        | Холм-Жирковское городское поселение |
| 144 | Селиваново         | деревня | 4         | Лехминское сельское поселение       |
| 145 | Сельцо             | деревня | 19        | Холм-Жирковское городское поселение |
| 146 | Сельцо-Потрасово   | деревня | 4         | Агибаловское сельское поселение     |
| 147 | Сергейково         | деревня | 0         | Агибаловское сельское поселение     |
| 148 | Сигеево            | деревня | 0         | Богдановское сельское поселение     |
| 149 | Силишки            | деревня | 0         | Агибаловское сельское поселение     |
| 150 | Симоново           | деревня | 0         | Богдановское сельское поселение     |
| 151 | Симоново           | деревня | 4         | Агибаловское сельское поселение     |
| 152 | Сластиха           | деревня | 0         | Богдановское сельское поселение     |
| 153 | Сластихино         | деревня | 5         | Тупиковское сельское поселение      |
| 154 | Соловцово          | деревня | 0         | Агибаловское сельское поселение     |
| 155 | Сорокино           | деревня | 4         | Холм-Жирковское городское поселение |
| 156 | Стешино            | деревня | 198       | Агибаловское сельское поселение     |
| 157 | Телябукино         | деревня | 0         | Агибаловское сельское поселение     |
| 158 | Терешино           | деревня | 2         | Богдановское сельское поселение     |
| 159 | Тетерино           | деревня | 5         | Лехминское сельское поселение       |
| 160 | Тешонки            | деревня | 7         | Лехминское сельское поселение       |
| 161 | Тихоново           | деревня | 34        | Лехминское сельское поселение       |
| 162 | Тройня             | деревня | 6         | Агибаловское сельское поселение     |
| 163 | Тупик 72 км        | посёлок | 201       | Тупиковское сельское поселение      |
| 164 | Тычково            | деревня | 1         | Агибаловское сельское поселение     |
| 165 | Устье              | деревня | 4         | Холм-Жирковское городское поселение |
| 166 | Федино             | деревня | 2         | Холм-Жирковское городское поселение |
| 167 | Федуркино          | деревня | 0         | Холм-Жирковское городское поселение |
| 168 | Ханютино           | деревня | 3         | Агибаловское сельское поселение     |
| 169 | Холм               | деревня | 3         | Богдановское сельское поселение     |
| 170 | Холм-Суминский     | деревня | 10        | Агибаловское сельское поселение     |
| 171 | Холмы              | деревня | 0         | Лехминское сельское поселение       |
| 172 | Холопово           | деревня | 0         | Богдановское сельское поселение     |
| 173 | Хотино             | деревня | 3         | Богдановское сельское поселение     |
| 174 | Черново            | деревня | 21        | Лехминское сельское поселение       |
| 175 | Шевнино            | деревня | 1         | Агибаловское сельское поселение     |
| 176 | Шелухино           | деревня | 1         | Лехминское сельское поселение       |
| 177 | Шипулино           | деревня | 8         | Агибаловское сельское поселение     |
| 178 | Шмарово            | деревня | 14        | Лехминское сельское поселение       |

## Экономика
На Холм-Жирковский район приходится 0,25 % промышленного производства области (1997 год). Основные промышленные производства: лесозаготовка, деревообработка, переработка сельскохозяйственного сырья, пищевая промышленность. В настоящее время в районе имеются следующие промышленные объекты: ОАО «Игоревский деревообрабатывающий комбинат», ООО «Смоленская фанера», Холм-Жирковское ЛПУМГ ООО «Газпром трансгаз Санкт-Петербург», ГУ «Холм-Жирковский лесхоз», ООО «Холм-Жирковские молочные продукты».
Также на район приходится 2,4 % сельскохозяйственного производства Смоленской области (1997 год). Аграрная специализация района — молочное и молочно-мясное животноводство, зерновое хозяйство, картофелеводство, льноводство.
По данным за 2012 год ведущее место в экономике района принадлежит промышленному производству, которое остается основным сектором для создания материальных благ, товарной и денежной массы, рабочих мест и инвестиционных источников. Промышленное производство по муниципальному образованию представлено градообразующими предприятиями: ОАО «ИДК», ООО «Смоленская фанера». Наибольший удельный вес занимает деревообрабатывающее производство. Объем отгруженной продукции по данному виду за 2012 год составил 628,6 млн.руб-55,5 % к уровню прошлого года. В феврале 2013 года завершился процесс восстановления завода ОАО «ИДК» после пожара и к концу года намечается темп роста производства продукции.
Также в апреле 2013 года на ст. Канютино Канютинского сельского поселения заложен камень в основание производственного комплекса по сжижению природного газа производительностью 150тыс.тн.. По предварительной оценке, в строительство комплекса будет вложено около 10 млрд.рублей. и сдача в эксплуатацию планируется в 2016 году.
На территории муниципального образования «Холм-Жирковский район» зарегистрировано 244 субъекта малого и среднего предпринимательства, в том числе: 63 субъекта малых и средних предприятий и 181 индивидуальный предприниматель. Доля численности работников, занятых в малых и средних предприятиях в среднесписочной численности работников всех предприятий и организаций составляет в 2012 году 31 %.

## Транспорт
По территории района с юга на север проходит железная дорога Дурово — Владимирский Тупик, в направлении с запада на восток идёт шоссе областного значения с твёрдым покрытием «Батурино—Холм-Жирковский—Вязьма». Проложены автомобильные дороги областного значения также с твёрдым покрытием «Боголюбово—Ярцево» и «Холм-Жирковский—Дурово».
В разных направлениях от районного центра расходятся дороги местного значения. Показатель развития транспорта района: протяжённость автомобильных дорог с твёрдым покрытием (на конец 1997 года, без федеральных дорог) — 218 км.

## Культура
В районе располагается 18 библиотек. В Холм-Жирковском располагается краеведческий музей, а в деревне Верховье — музей-филиал боевой славы 166-й стрелковой дивизии и Вадинского партизанского края.
Для занятий спортом в районе имеется спортивная база: стадион с трибуной, беговые дорожки, спортивные залы, спортивный комплекс «Лидер».
В настоящее время в районе культивируют около 15 видов спорта. Широкое развитие получили такие виды спорта, как: лыжные гонки, волейбол, футбол, АРМ-спорт, шахматы, настольный теннис, шашки, хоккей, гиревой спорт, рыбная ловля, дартс, лёгкая атлетика, мини-футбол, баскетбол. Возрастной ценз людей, занимающихся физической культурой и спортом, от 16 до 60 лет. С 2012 года наблюдается положительная динамика по доле населения, систематически занимающегося физической культурой и спортом, которая возросла с 14,5 % в 2012 году до 14,9 % в 2015 году. В 2016—2018 годах продолжится работа по привлечению населения участвовать в спортивных мероприятиях, что повлияет на увеличение доли населения, систематически занимающегося физической культурой и спортом.
Доля обучающихся, систематически занимающихся физической культурой и спортом, в общей численности обучающихся за 2015 год составила 60,2 %.

## Образование
В районе 15 школ, 5 детских садов и 2 учреждения дополнительного образования.

## Люди связанные с районом

### Известные личности
- Уваров, Алексей Сергеевич — дворянин, археолог
- Уваров, Игорь Алексеевич — общественный деятель, член Государственного совета.
- Королёв, Иван Андреевич — полный кавалер Ордена Славы (деревня Княжино)
- Сорокин, Дмитрий Тимофеевич — полный кавалер ордена Славы (деревня Анциферово)
- Счётчиков, Георгий Семёнович — командующий корпусом (деревня Никитинка)
- Тхаркахова, Нина Ивановна (1939—2010) — заслуженный тренер СССР (1997), мастер спорта СССР (1963), уроженка села Рындино.

### Герои Советского Союза
- Григорьев, Герасим Афанасьевич (деревня Анцифорово)
- Михайлов, Павел Михайлович (деревня Гришково)
- Соколов, Василий Павлович (село Каменец)
- Соколов, Григорий Максимович (деревня Бортное)

### Герои Социалистического Труда
- Иванов, Михаил Григорьевич (деревня Сельцо-Потрасово)
- Посоха, Антонина Ивановна (деревня Гришково)
- Саулов, Николай Корнеевич (деревня Овсяники)